# Zákony o unii z roku 1707

Vlajka Království Velké Británie

Zákony o unii z roku 1707 (angl. Acts of Union 1707) jsou zákony, které vytvořily právní základ pro sjednocení Anglického a Skotského království.
Zákony schválily krátce po sobě anglický a skotský parlament a 1. května 1707 vstoupily v platnost. Těmito zákony byla realizována Smlouva o unii (Treaty of Union) z roku 1706, která umožnila vznik Království Velké Británie a nahradila anglický a skotský parlament parlamentem Spojeného království .